# R contra Elliott
R contra Elliott fue un juicio por hostigamiento delictivo que tuvo lugar en Toronto, Ontario, Canadá. Gregory Alan Elliott fue imputado por hostigar criminalmente a tres mujeres en el área de Toronto, después de una larga disputa con la activista feminista Stephanie Guthrie. Se consideró que el caso tenía implicaciones para la libertad de expresión en Canadá, y que era el primer enjuiciamiento por hostigamiento que implicaba únicamente la actividad en el sitio web de redes sociales Twitter. Después que el proceso concluyó, se encontraron casos anteriores de hostigamiento criminal en Twitter, pero el de Elliott sigue siendo el único conocido que no incluyó ninguna amenaza violenta.
Los cargos que involucraban a una de las mujeres fueron retirados antes del juicio. El 22 de enero de 2016, el juez del Tribunal de Justicia de Ontario, Brent Knazan, desestimó los cargos restantes de hostigamiento delictivo. Elliott regresó pronto a Twitter después de que se le restringiera el uso de Internet como condición de fianza durante tres años.

## Antecedentes
Después de haber hecho una campaña en Kickstarter en 2012 contra la serie de videojuegos Tropes vs. Women in Video Games, la crítica feminista Anita Sarkeesian comenzó a recibir numerosos comentarios críticos y hostigamiento en Internet. Una forma de acoso comúnmente denunciada en los medios fue un juego de Newgrounds en el que los jugadores golpeaban una fotografía de Sarkeesian, haciendo que apareciera cada vez más magullada y herida. El creador del juego, Bendilin Spurr, quien previamente había hecho un juego similar acerca de golpear al abogado conservador y activista contra los videojuegos Jack Thompson, negó que los juegos promovieran la violencia real.
Stephanie Guthrie, una activista feminista con sede en Toronto, fue una de las que se opuso al juego de Spurr, a su libertad de expresión, y se puso en contacto con organismos de noticias y posibles empleadores en la ciudad natal de Spurr. Gregory Alan Elliott, un artista de Toronto, criticó las acciones de Guthrie como “tan despiadadas como el juego del puñetazo en la cara” (pero no hizo referencia a juegos donde se golpean y hasta se mutilan a las mujeres como mortal kombat, street fighter, killer instinct, etc..). En respuesta, faltando a la ley de libre expresión tomaron medidas totalitarias, Guthrie y otros lo bloquearon en Twitter y reportaron su cuenta a los administradores del sitio, quienes determinaron que no estaba violando los términos de servicio. Elliott continuó tuiteando críticas a sus cuentas y comentando sobre sus actividades en Internet y fuera de ella. Guthrie, incurriendo en acoso, convocó una reunión de amigos para discutir el comportamiento de Elliott. Un oficial de investigación testificó más tarde que encontró que ninguno de los mensajes de Elliott eran de naturaleza sexual o amenazaban con hacer daño a ninguna de las mujeres.

## Juicio
Elliott fue acusado por la Corona en noviembre de 2012 por incumplimiento de un acuerdo de paz y hostigamiento delictivo contra Guthrie. Elliott fue puesto en libertad bajo fianza con la condición de que no tuiteara ni accediera a Twitter, no tuviera un teléfono inteligente ni utilizara una computadora con acceso a Internet.. Otras dos mujeres, Paisley Rae y Heather Reilly, acudieron posteriormente a la policía en enero de 2013. Elliott perdió su trabajo poco después de su arresto. El cargo relacionado con Rae fue retirado por la Corona al final del juicio el día en que iba a testificar en el estrado, mientras que el cargo relacionado con Reilly continuó.
El caso dependía de si las mujeres temían razonablemente por su seguridad.
En el contrainterrogatorio, Guthrie defendió sus continuos tuits y acusaciones sobre Elliott, incluyendo la creación de hashtags para burlarse de él, después de haberlo bloqueado. El abogado defensor de Elliott dijo que Guthrie era la que estaba acosando y abusando.
El juicio tuvo que aplazarse en marzo de 2014, después de que el juez recibiera una carta firmada en la que se alegaba una conspiración contra Elliott por parte de los demandantes, que también incluía al Ministerio del Fiscal General.
El 22 de enero de 2016, todos los cargos contra Elliott fueron desestimados. El juez Knazan dijo que no había ningún temor razonable por su seguridad ya que los tuits de Elliott no contenían nada de “naturaleza violenta o sexual” y no había ninguna indicación de que su intención fuera lastimar a las mujeres. Knazan escribió que Elliott estaba envuelto en un debate legítimo, y el juez dio la opinión de que aquellos que crean los hashtags de Twitter no tienen derecho a controlar quién usa los hashtags.
El 4 de marzo de 2016, el juez Knazan modificó su decisión original que afirmaba que los tuits de Elliott eran “obscenos y homofóbicos en al menos dos casos” cuando se descubrió que los tuits fueron hechos por una cuenta que se hacía pasar por Elliott. El juez emitió una corrección diciendo que “el Sr. Elliott nunca escribió tuits homofóbicos, usó lenguaje homofóbico o era homofóbico”. Afirmó además que la cuenta falsa podría ser considerada como un delito penal de “suplantación de identidad con la intención de causar daño”.

## Reacciones
Se cree que Elliott es el primer canadiense procesado únicamente por tuits, y varios analistas creen que el caso tiene implicaciones significativas para la libertad de expresión y la libertad de expresión en Canadá. Robert Tracinski de The Federalist opinó que “las leyes contra el hostigamiento están siendo usadas como una herramienta de hostigamiento”.
Más tarde, el National Post informó de que había habido tres casos anteriores de hostigamiento en Twitter. En un caso, Damany Skeene fue condenada por hostigamiento delictivo y amenazas contra la diputada conservadora Michelle Rempel. Otro se refería a una mujer culpable de hostigar delictivamente a la entonces primera ministra de Quebec, Pauline Marois, y el tercero a un hombre de Montreal que se declaró culpable de proferir amenazas contra los ateos.
Una cafetería de Toronto fue objeto de controversia sobre las obras de Elliott que la tienda exhibió.